# Distretto di Khodjaobod
Il distretto di Khodjaobod (usbeco Xoʻjaobod tumani) è uno dei 14 distretti della Regione di Andijan, in Uzbekistan. Il capoluogo è Khodjaobod.